# Bosarps kyrka

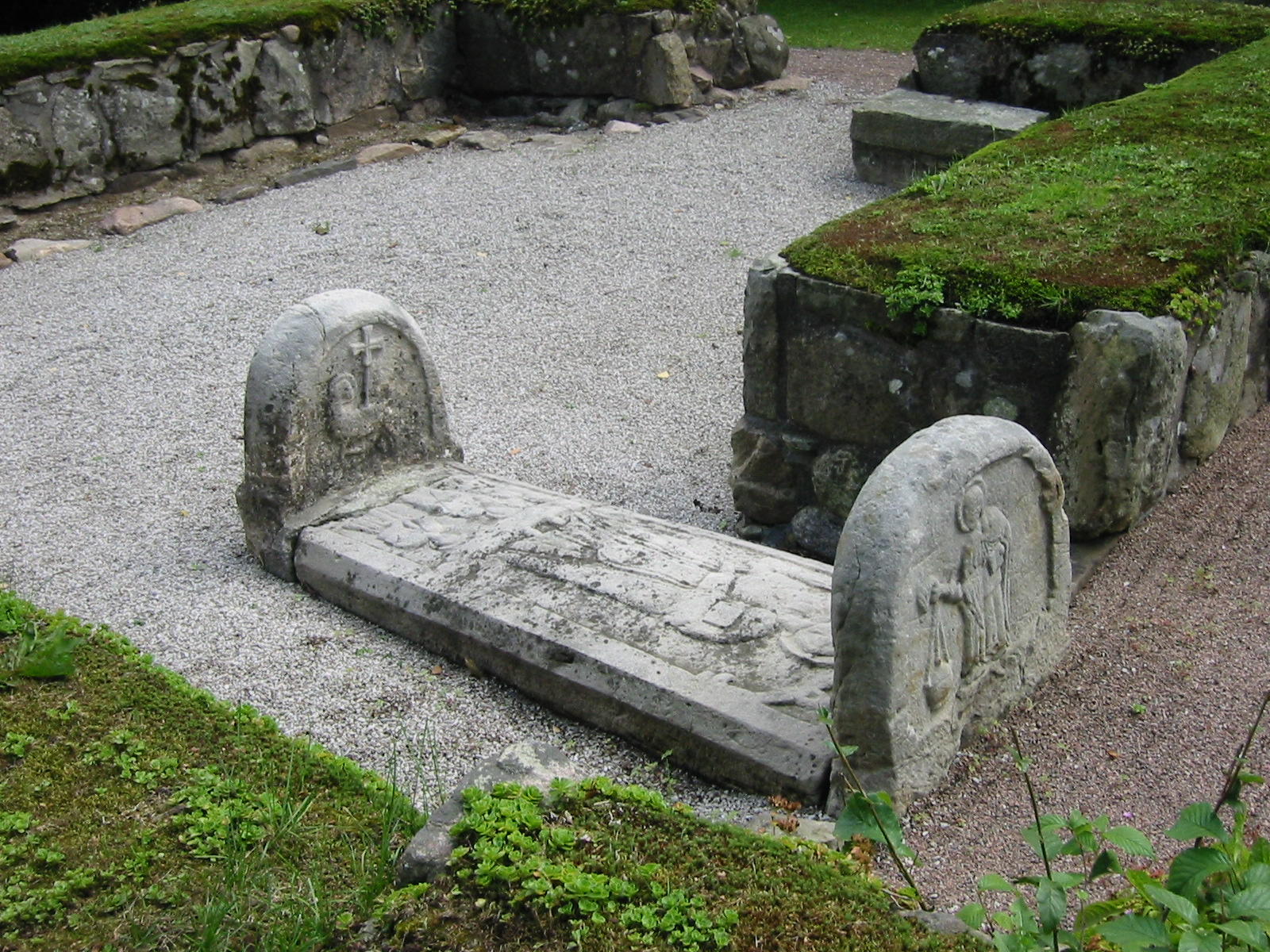
Gravvård med romanska reliefer vid den äldre kyrkan

Bosarps kyrka är en kyrkobyggnad i Bosarp omkring fem kilometer norr om Eslöv. Den tillhör Östra Onsjö församling i Lunds stift.

## Kyrkobyggnaden
Den nuvarande kyrkan uppfördes efter ritningar av arkitekt Peter Christian Sörensen och invigdes den 9 augusti 1868 av Carl Olbers. Byggmästare var en timmermästare Elof Malmqvist från Lund som hade kyrkan på entreprenad för 23 000 rdr.
Den gamla 1100-talskyrkan i Bosarp var belägen cirka 500 meter söder om dagens kyrka och revs i samband med att den nya byggdes. Byggnadsmaterial från den gamla kyrkan användes till den nya och en del inventarier flyttades också dit, bland annat dopfunten. Dock är dopfatet av senare årgång.
Kyrkan har två klockor varav den ena kommer från Gullarps gamla kyrka som revs på 1800-talet. Den andra klockan köptes in 1655 från Helsingör och göts om 1810. Predikstolen i barockstil är från 1600-talet. Den pryds av snidade figurer som föreställer evangelisterna.
Bosarps gamla kyrka är bevarad som ruin.

## Orgel
- 1902 flyttades en orgel hit. Den var byggd 1834 av A Svensson, Ystad med 9 stämmor.
- Den nuvarande orgeln byggdes 1952 av D A Flentrop Orgelbouw, Zaandam, Holland och är en mekanisk orgel. Manual I är bara förberedd (pipverk och väderlåda saknas).

| Manual I | Huvudverk II    | Bröstverk III | Pedal         | Koppel |
|          | Principal 8'    | Kvintadena 8' | Borduna 8'    | II/P   |
|          | Gedacktflöjt 8' | Flöjt 4'      | Flageolett 2' | III/P  |
|          | Oktava 4'       | Principal 2'  | Dulcian 16'   | III/II |
|          | Nachthorn 2'    | Regal 8'      | Saklmeja 4'   |        |
|          | Mixtur 5 chor   |               |               |        |
|          | Tremulant       |               |               |        |